# Rhipidomys emiliae
Rhipidomys emiliae är en gnagare i släktet sydamerikanska klätterråttor. Artepitet i det vetenskapliga namnet hedrar den tyska ornitologen Maria Emilie Snethlage som var aktiv i Brasilien.

## Utseende
Arten når en kroppslängd (huvud och bål) av 12 till 15 cm och den har 2,5 till 2,8 cm långa bakfötter. Håren som bildar ovansidans päls har gråbruna och orangebruna avsnitt och pälsfärgen är därför agouti. Undersidan är täckt av vit till krämfärgad päls. Vid svansens spets förekommer en tofs av 1,0 till 1,5 cm långa hår. Huvudet kännetecknas av nakna mörka öron. Det kan finnas ljusa fläckar bakom öronen. De ljusa fingrar och tår har på ovansidan en liten mörk fläck.
Svanslängden är 14,3 till 17,5 cm, öronen är 1,8 till 2,2 cm stora och vikten varierar mellan 50 och 87 g.

## Utbredning
Utbredningsområdet ligger i nordöstra Brasilien söder om Amazonfloden, främst i delstaterna Pará och Mato Grosso. Den västra gränsen utgörs av Xingufloden. Rhipidomys emiliae hittas i galleriskogar och i landskapet Cerradon. Den besöker även odlingsmark och byggnader.

## Status
För beståndet är inga hot kända. Arten listas av IUCN som livskraftig (LC).